# Segeberger Kliniken
Die Segeberger Kliniken GmbH ist ein Gesundheitskonzern im Familienbesitz in Bad Segeberg, der sich seit den 1970er-Jahren in den Bereichen Akutmedizin, Rehabilitation, Prävention und Wellness entwickelt hat. Die Segeberger Kliniken sind akademisches Lehrkrankenhaus der Universitäten Kiel, Lübeck und Hamburg. 

## Geschichte
Gegründet wurde das Unternehmen 1974 als reine Kurklinik für Herzerkrankungen. Mehrere private Gesellschafter hatten sich zu dieser Investition entschlossen. 1978 erfolgte die Umfirmierung zur Rehaklinik und die Fachgebietserweiterung für neurologische und psychosomatische Patienten. Als erste Klinik in Schleswig-Holstein wurde 1980 ein Linksherzkathetermessplatz eröffnet und acht Jahre später die Perkutane Transluminale Coronare Angioplastie eingeführt.
Ende der 1980er Jahre wurde das Unternehmen über ein Management-Buy-out-Verfahren gemeinsam an die damalige Personalchefin und stellvertretende Geschäftsführerin Marlies Borchert sowie den Chefarzt des Herzzentrums Prof. Humann veräußert. Es folgte die Umfirmierung in Segeberger Kliniken GmbH. Mit Beginn der Übernahme erfolgten mehrere große Investitionsmaßnahmen: 1991 die Gründung der Herzchirurgie, 1994 die Eröffnung des Neurologischen Zentrums mit 300 Rehabetten, 2000 die Eröffnung des 4-Sterne-Businesshotels Vitalia Seehotel. 2003 übernahmen die Segeberger Kliniken das Südholstein-Klinikum in Bad Segeberg mit 230 Betten. Das Allgemeine Krankenhaus mit den Kliniken Gynäkologie und Geburtshilfe, Anästhesie, Innere Medizin, Chirurgie und Urologie sowie Radiologie ist heute als Allgemeine Klinik in den Konzern integriert.

## Angebot
Die Segeberger Kliniken verfügen heute über zwei Zentren (Herzzentrum, Neurologisches Zentrum) und neben den genannten sechs Klinika über die Klinik für Psychosomatische Medizin und Psychotherapie. Darüber hinaus besteht eine Praxisklinik in Norderstedt mit ambulanter und stationärer kardiologischer Versorgung, einem kardiologischen Versorgungszentrum sowie einem Gesundheitszentrum. Das Unternehmen ruht auf den Versorgungssäulen Akutmedizin und Rehabilitation, Prävention und Wellness.
Die Segeberger Kliniken Gruppe wird von den geschäftsführenden Gesellschaftern Marlies Borchert und Oliver Wielgosch-Borchert geführt.